# Yaqub ibn Tariq
Yaqūb ibn Tāriq (gestorven rond 796) was een 8e-eeuws Perzisch astronoom en wiskundige.
Hij leefde in Bagdad en geldt als een van belangrijkste astronomen van zijn tijd. Aan het hof van Al-Mansoer trof hij rond 770 waarschijnlijk de Indiase geleerde Kankah, die de Brahmagupta-siddantha van Brahmagupta uit Ujjain had meegebracht naar Bagdad.
Hij schreef een werk over de bol (rond 777), over de verdeling van de kardaja; en een zij, dit is een verzameling van astronomische tabellen, die hij had afgeleid uit het werk van Brahmagupta, getiteld Az-Zīj al-Mahlul min as-Sindhind li-Darajat Daraja. .